# Leptoseris yabei
Leptoseris yabei är en korallart som först beskrevs av Pillai och Friedrich Frederick Scheer 1976.  Leptoseris yabei ingår i släktet Leptoseris och familjen Agariciidae. IUCN kategoriserar arten globalt som sårbar. Inga underarter finns listade i Catalogue of Life.

## Bildgalleri

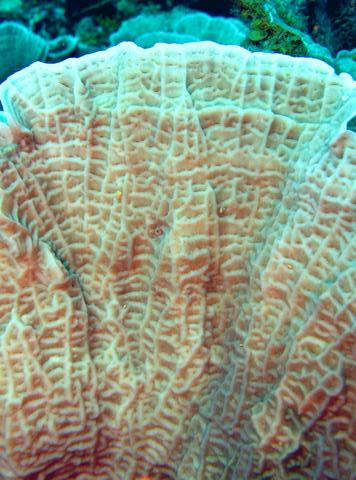
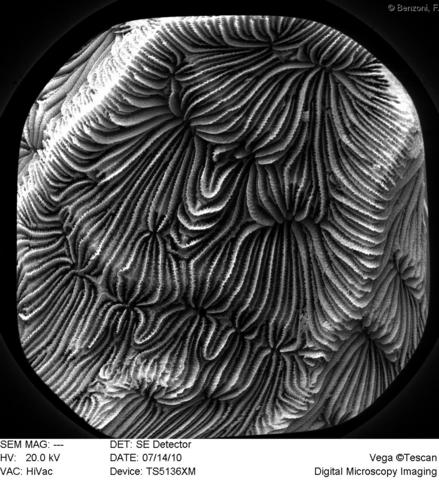
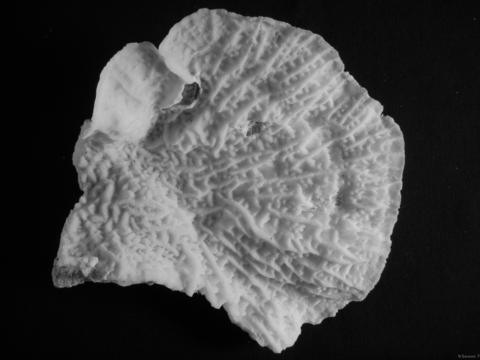
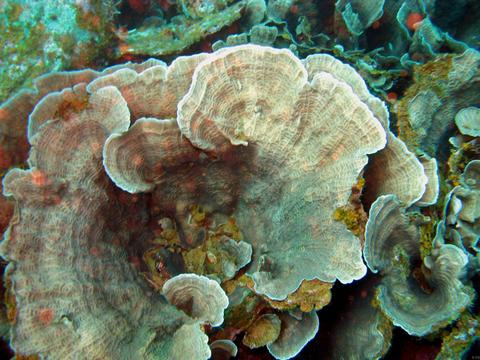